# Aeneator
Az Aeneator a csigák (Gastropoda) osztályának a Sorbeoconcha rendjébe, ezen belül a kürtcsigafélék (Buccinidae) családjába tartozó nem.

## Előfordulásuk
Csak Új-Zéland, Chile és az Antarktisz vizeiben lehet megtalálni az ide tartozó fajokat.

## Rendszerezés
A nembe az alábbi fajok tartoznak:
- Aeneator attenuatus Powell, 1927
- Aeneator benthicola Dell, 1963
- Aenator castellai  F. S. Mclean & Andrade, 1982
- Aeneator comptus (Finlay, 1924)
- Aeneator elegans (Suter, 1917)
- Aenator fontainei  d'Orbigny, 1841
- Aeneator galatheae Powell, 1958
- Aenator loisae  Rehder, 1971
- †Aenator marshalli  R. Murdoch, 1924
  - Aeneator marshalli separabilis Dell, 1956
- Aeneator otagoensis Finlay, 1930
- Aeneator recens (Dell, 1951)
- Aeneator valedictus (Watson, 1886)

### Fordítás
- Ez a szócikk részben vagy egészben  az   Aeneator (gastropod) című angol Wikipédia-szócikk fordításán alapul.  Az eredeti cikk szerkesztőit annak laptörténete sorolja fel. Ez a jelzés csupán a megfogalmazás eredetét és a szerzői jogokat jelzi, nem szolgál a cikkben szereplő információk forrásmegjelöléseként.